# Jules Renard
Jules Renard, född 22 februari 1864 i Châlons-du-Maine, Frankrike, död 22 maj 1910 i Paris, Frankrike, var en fransk författare.